# 新彼得里夫卡 (羅姆內區)
50°34′57″N 33°31′5″E / 50.58250°N 33.51806°E
新彼得里夫卡（烏克蘭語：Новопетрівка）是位於烏克蘭東北部的村莊，由蘇梅州羅姆內區的安德里亞什夫卡市鎮負責管轄。該村處於阿爾托波洛特河源頭附近，距離阿納斯塔西夫卡1公里，海拔高度166米，2001年人口248。